# Polyrhachis kaipi
Polyrhachis kaipi är en myrart som beskrevs av Mann 1919. Polyrhachis kaipi ingår i släktet Polyrhachis och familjen myror. Inga underarter finns listade i Catalogue of Life.